# ارقد بسلام

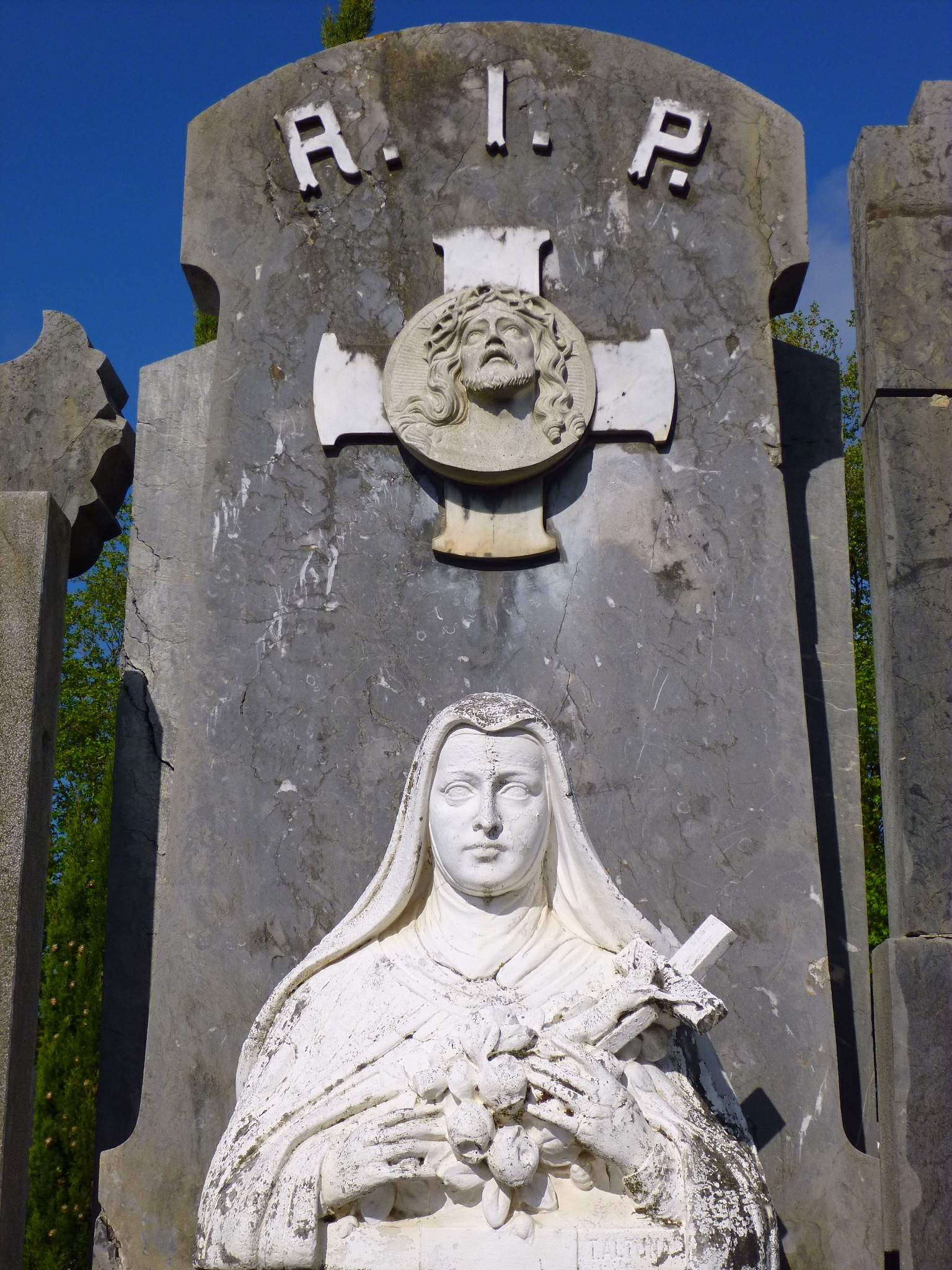

ارقد بسلام هي عبارة تُستخدم عند التعزية ومقتبسة من العبارة اللاتينية Requiescat in pace التي تُختصر عادةً إلى RIP، تُنقش أحيانًا على شاهد القبر.